# Eleanor Bergstein
Eleanor Bergstein (1938) is een Amerikaans schrijfster, die bekend werd met de film Dirty Dancing.
Bergstein was al in haar schooljaren een gedreven danser, met name in het Latin repertoire. Toen ze creative writing studeerde, gaf ze lessen ballroom om de huur te kunnen betalen.
In 1987 ging Dirty Dancing in première in de VS en Europa. Bergstein had het script geschreven, dat handelt over een eenzame teenager die tijdens een vakantie het dansen en de liefde leert kennen. Ze werkte samen met regisseur Emile Ardolino en choreograaf 
Kenny Ortega.
Eleanor Bergstein schreef na het kassucces van Dirty Dancing enkele serieuze romans waarmee ze minder succesvol was. In 2004 kwam ze met een musicalversie van Dirty Dancing, die in Sydney in première ging.

## Werken
- It's My Turn, 1980 screenplay
- Dirty Dancing, 1987 film
- Dirty Dancing: The Musical, 2004 theater productie
- Advancing Paul Newman, 1973 roman, ISBN 067010518X
- Ex-Lover: A Novel, 1989, ISBN 0394553063